# Chu-fan-chi

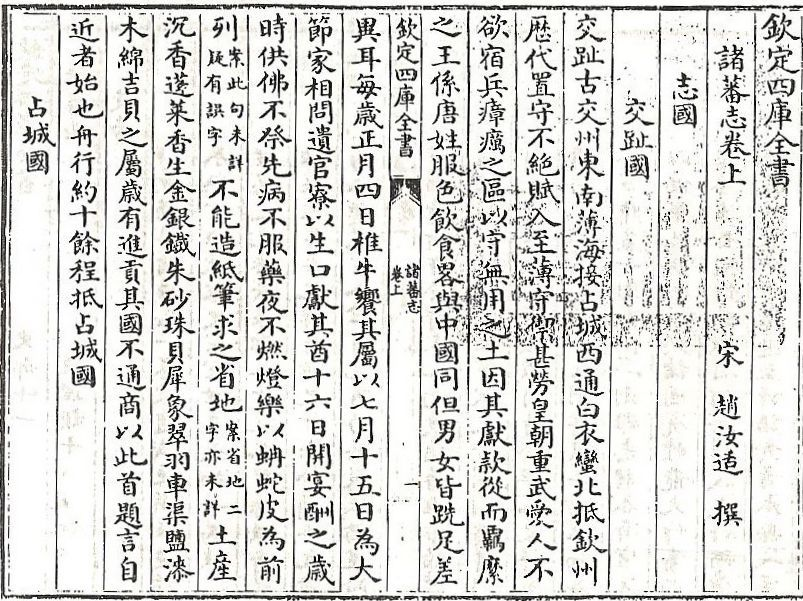
Une page du Chu-fan-chi dans une édition de 1773-1782.

Le Chu-fan-chi, ou Zhufan Zhi (諸蕃志, pinyin: Zhūfān Zhì, littéralement "Description des peuples barbares"  ou "Annales des peuples étrangers", ou "Gazette des étrangers" ) est un document rédigé aux alentours de 1225 apr. J.-C. par Zhao Rugua, (趙汝适, également transcrit Chau Ju-Kua ou Chou Ju-kua, 1170 - 1228), un inspecteur des douanes de la ville de Quanzhou sous la dynastie des Song postérieurs.
Le livre est constitué de 2 volumes. Le premier est un catalogue de lieux étrangers, décrivant chacun d'eux, les coutumes de leurs habitants, et les marchandises qu'ils produisent. Le Chu-fan-chi donne ainsi entre autres une description du phare d'Alexandrie. Le second volume est un catalogue de marchandises.
Le Chu-fan-chi reprend bon nombre d'informations d'un document antérieur, daté de 1178, le Lingwai Daida (嶺外代答, Lĭngwài Dàidá), écrit par le géographe Zhou Qufei (周去非, Zhōu Qùfēi, egalement romanisé sous la forme Chou Ch’u-fei).